# Schuytgraaf
Schuytgraaf is een Vinex-wijk in Arnhem, de hoofdstad van de Nederlandse provincie Gelderland. Schuytgraaf ligt in de Over-Betuwe en ten zuidwesten van de binnenstad van Arnhem. De naam van de wijk is afgeleid van de oude boerderij De Schutgraaf en de watergang en weg met de naam Schutgraaf. Op 1 januari 2024 telde de wijk 15.705 inwoners.

## Opzet
Tot en met 2028 worden circa 6250 woningen gebouwd voor zo'n 15.000 Arnhemmers. In 2013 woonden er 8845 mensen in 3175 woningen.
Met respect voor het huidige landschap krijgt Schuytgraaf volgens de plannen 25 buurten met een grote variatie in woningen en straten. Naast ruimte voor zowel wonen als werken komen er diverse voorzieningen zoals een park, winkelcentrum en scholen. In juni 2009 werd Sportpark Schuytgraaf geopend. Hier is onder meer voetbalvereniging Arnhemse Boys gevestigd en de tennisvereniging Schuytgraaf. Sinds 2021 is hier padel aan toegevoegd met drie en per 2024 zes padelbanen. In 2015 opende het 'Multifunctioneel Centrum Schuytgraaf'.
Schuytgraaf bestaat uit de buurten Schuytgraaf-Noord, Schuytgraaf-Centrum en Schuytgraaf-Zuid. Deze bestaan weer uit kleinere buurten, velden genoemd, met elk een eigen identiteit.

## Bereikbaarheid
Aan de oostzijde van de wijk ligt het station Arnhem Zuid waardoor de wijk met de naburige wijken Elderveld en De Laar aansluiting heeft op het landelijke spoornetwerk.
Autoverkeer komt Schuytgraaf binnen via de Metamorfosenallee, een verlenging van de Burgemeester Matsersingel. In 2010 kwam een geplande verbindingsweg gereed, de N837; dit is de verbinding tussen Metamorfosenallee en A50 bij Heteren.
Sinds 2011 rijdt trolleylijn 5 van Breng (Presikhaaf - station Arnhem Centraal - Schuytgraaf) een lus van 5,6 kilometer door de wijk, waarbij de route beurtelings linksom en rechtsom wordt gereden. Ook doet een interlokale buslijn  deze wijk aan.

## Archeologie
De huidige bodem in Schuytgraaf wordt gekenmerkt door rivierafzettingen. Hieronder ligt echter een laag die tijdens de Riss-ijstijd is gevormd. In deze laag zijn resten gevonden van een tijdelijk jachtkamp dat 7000 jaar geleden door een groep mensen werd opgeslagen.
De rivierafzettingen dateren van "latere tijd". Hierin zijn resten gevonden die Romeinen en Batavieren hebben achtergelaten. Tevens werden en worden ook nu nog steeds opgravingen gedaan van ongesprongen munitie daterend uit de nasleep van operatie Market Garden in oktober 1944.
Er is in Schuytgraaf een monument ter herdenking van de gesneuvelde soldaten van het Wilthshire Regiment, dat twee weken na de nederlaag van de Slag om Arnhem naar de Nederrijn probeerde op te rukken. Het regiment stuitte op heftige Duitse tegenstand en verloor 73 soldaten bij gevechten om de spoorwegovergang.

## Foto's

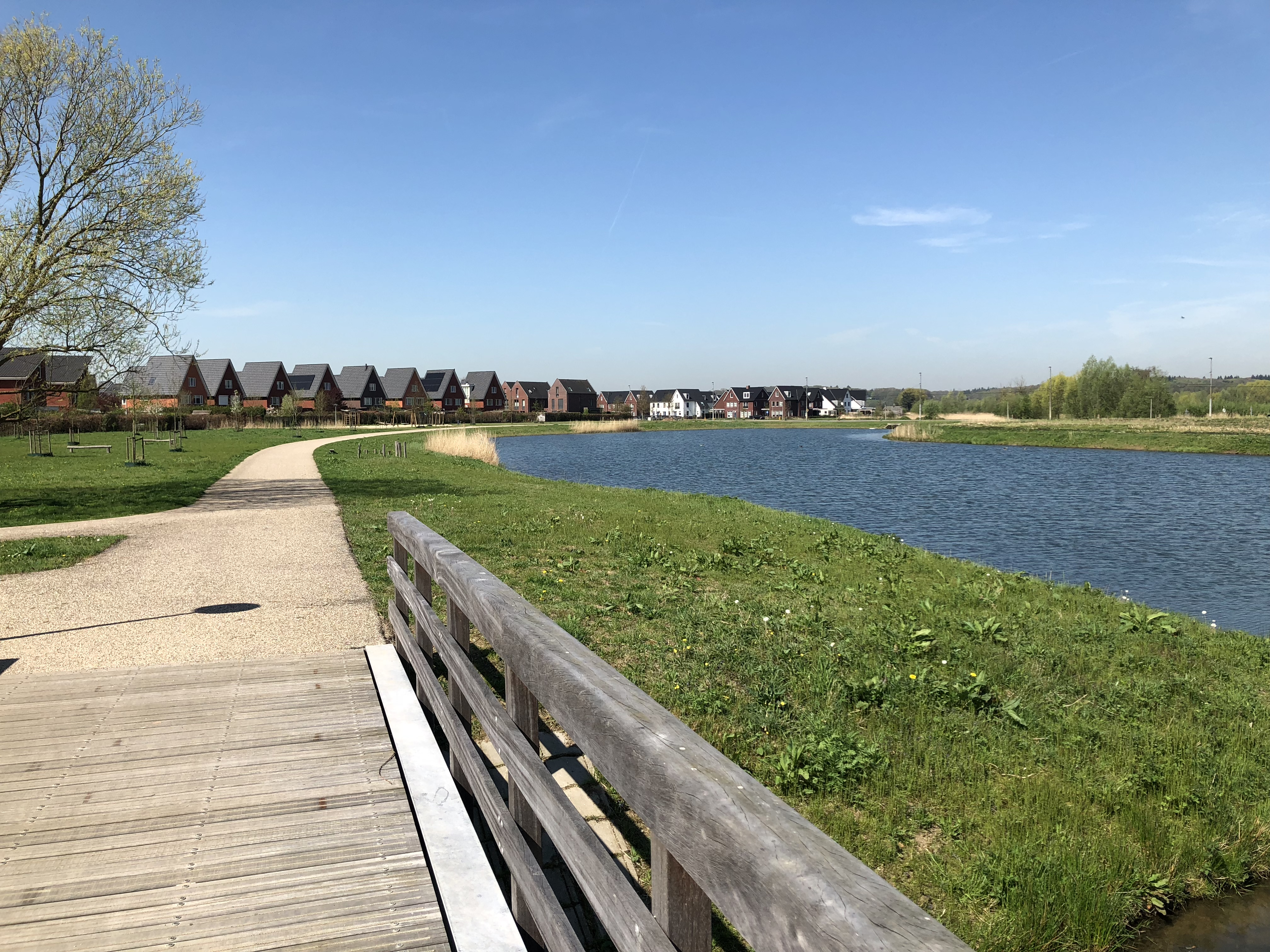
Parklane
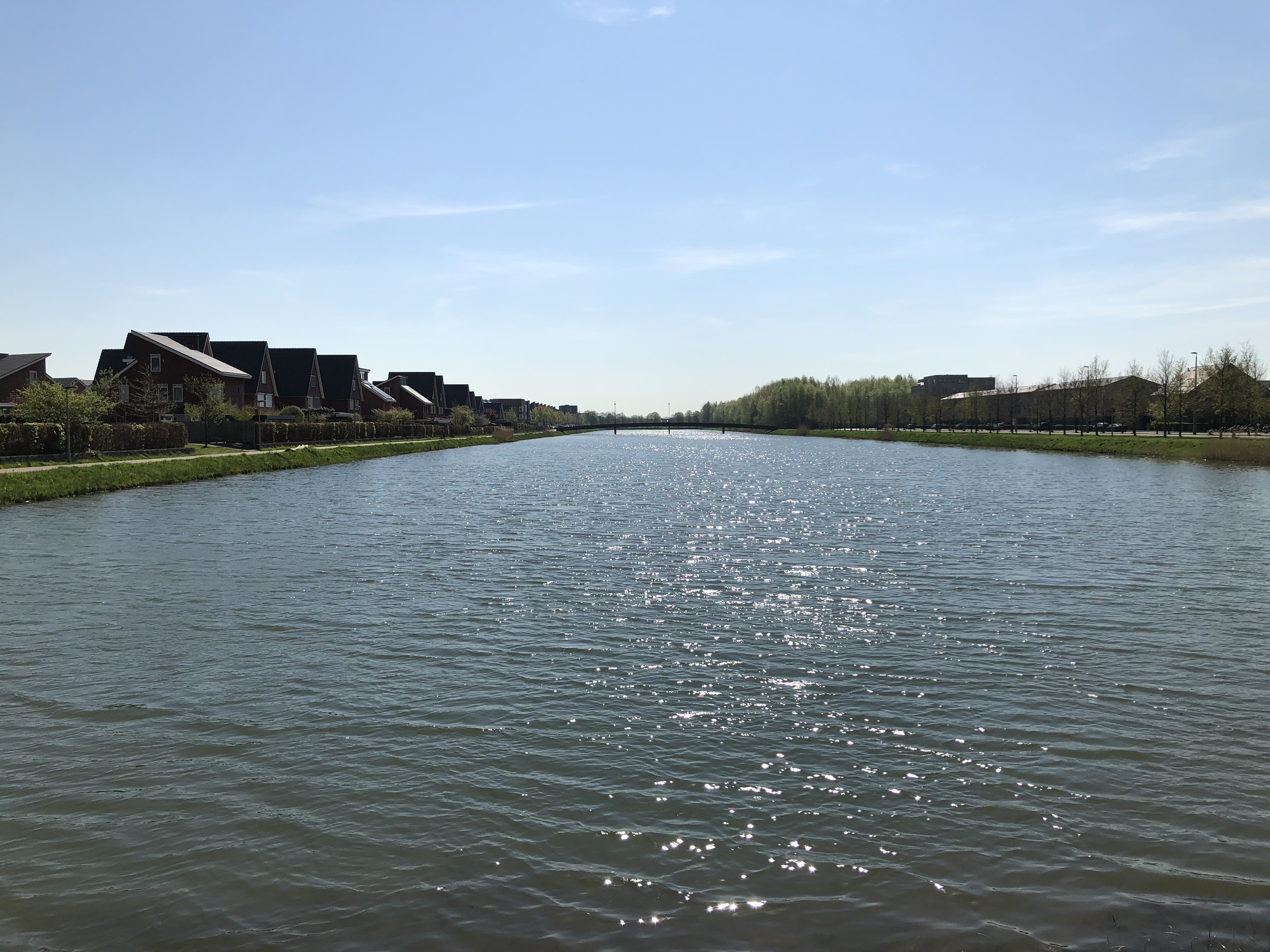
De kanovijver
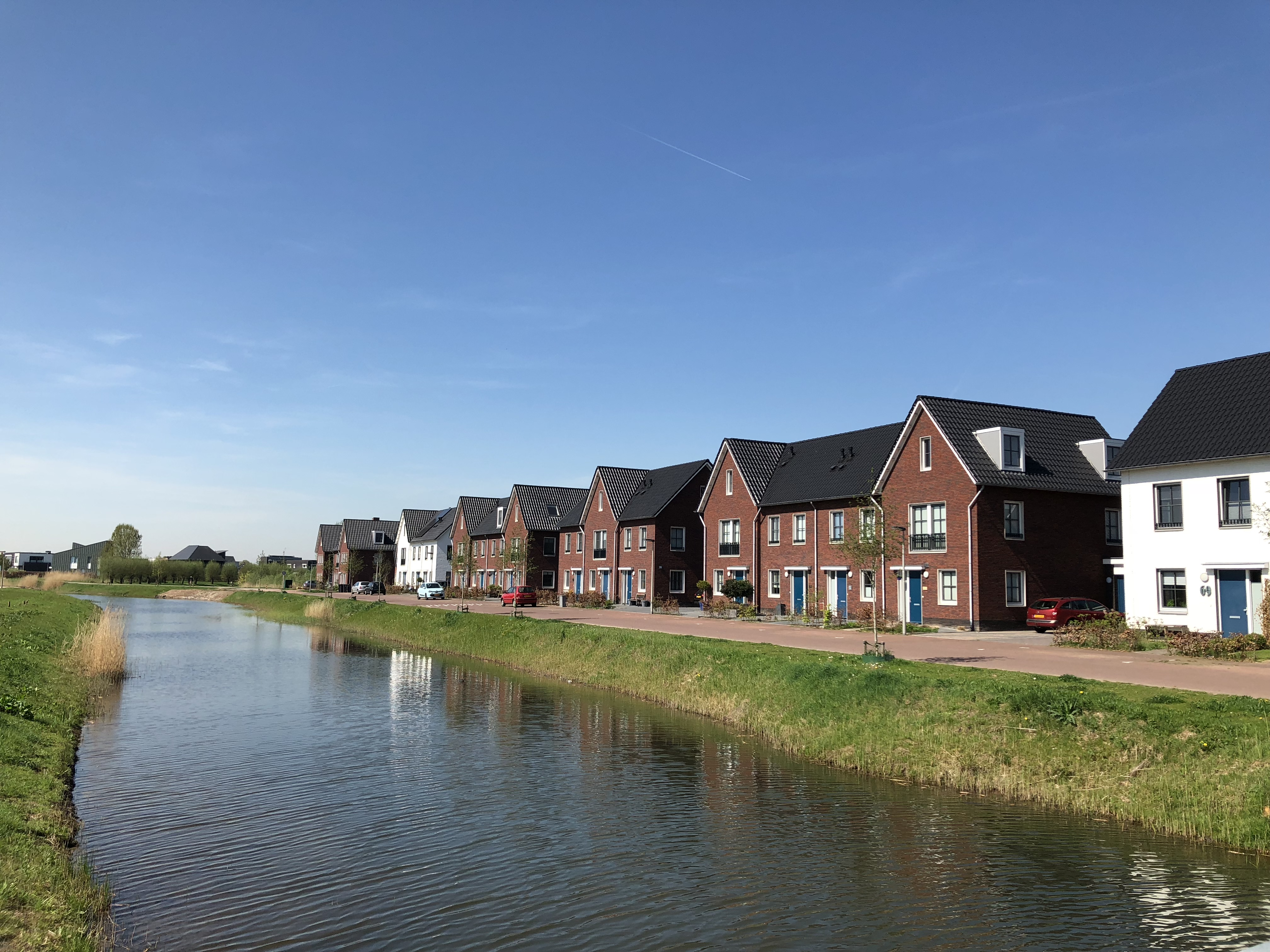
Horstenhoogte
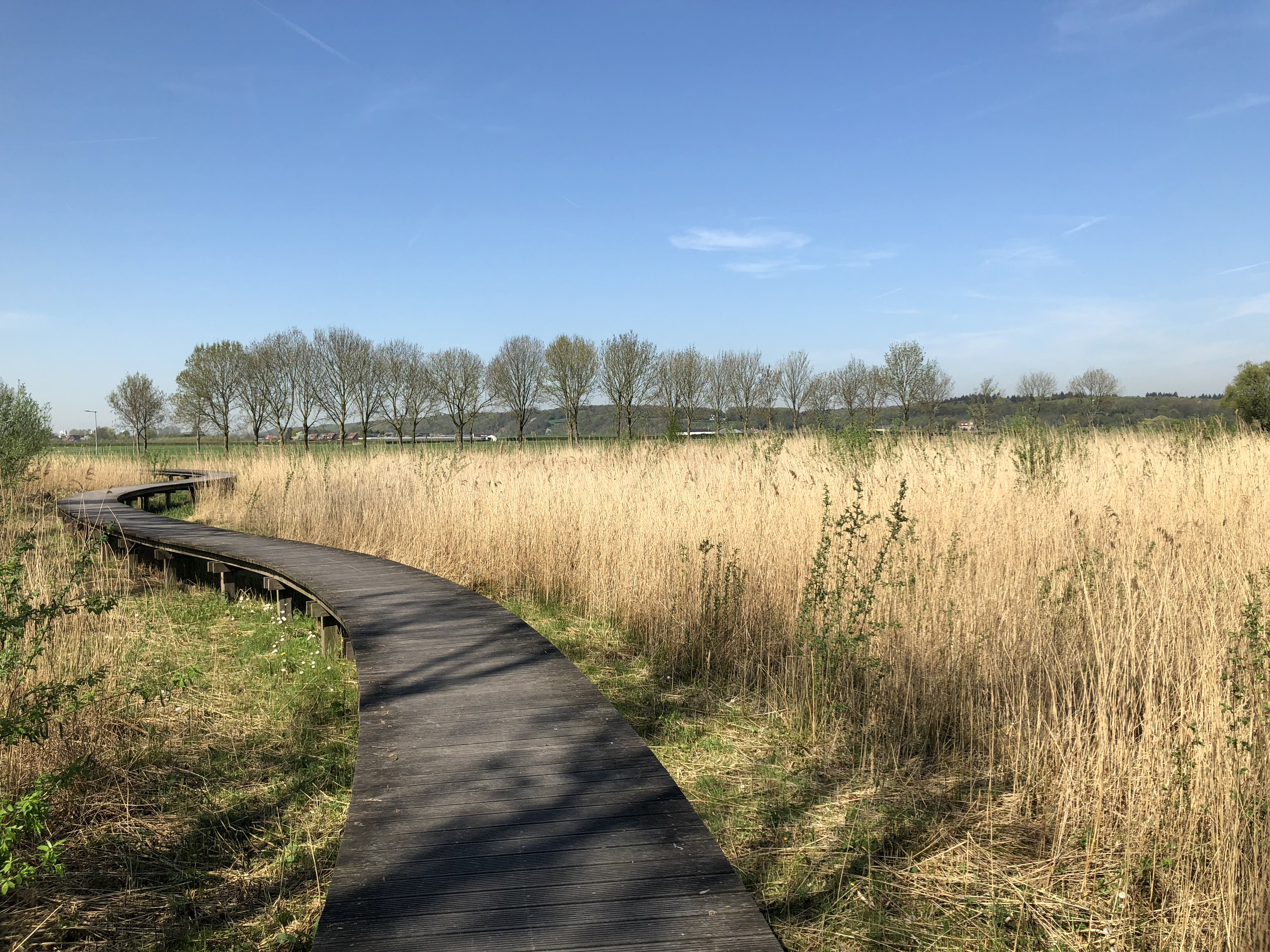
Wilgenlaantje
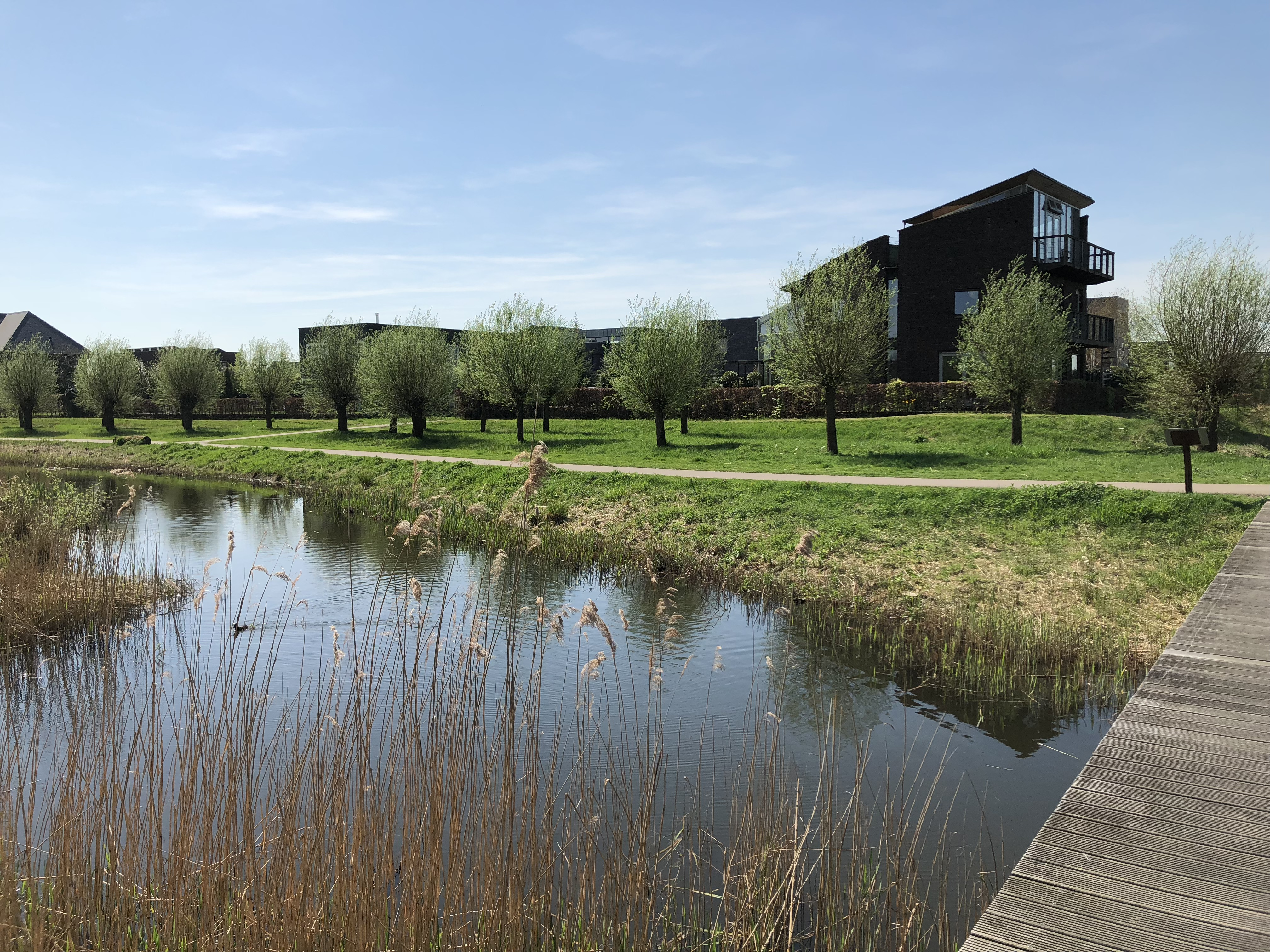
Leyhorst
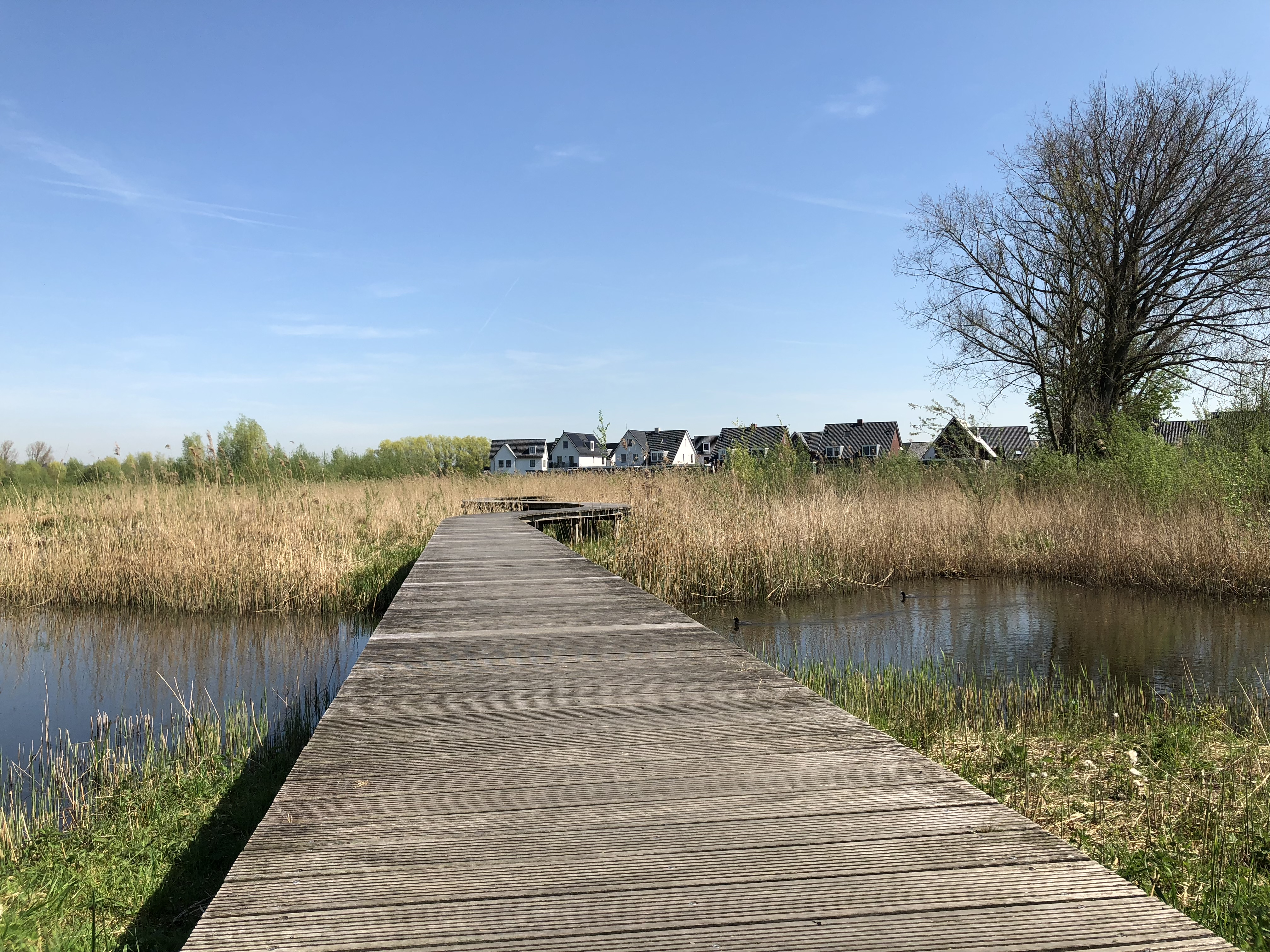
Wilgenlaantje met uitzicht op Horstenhoogte
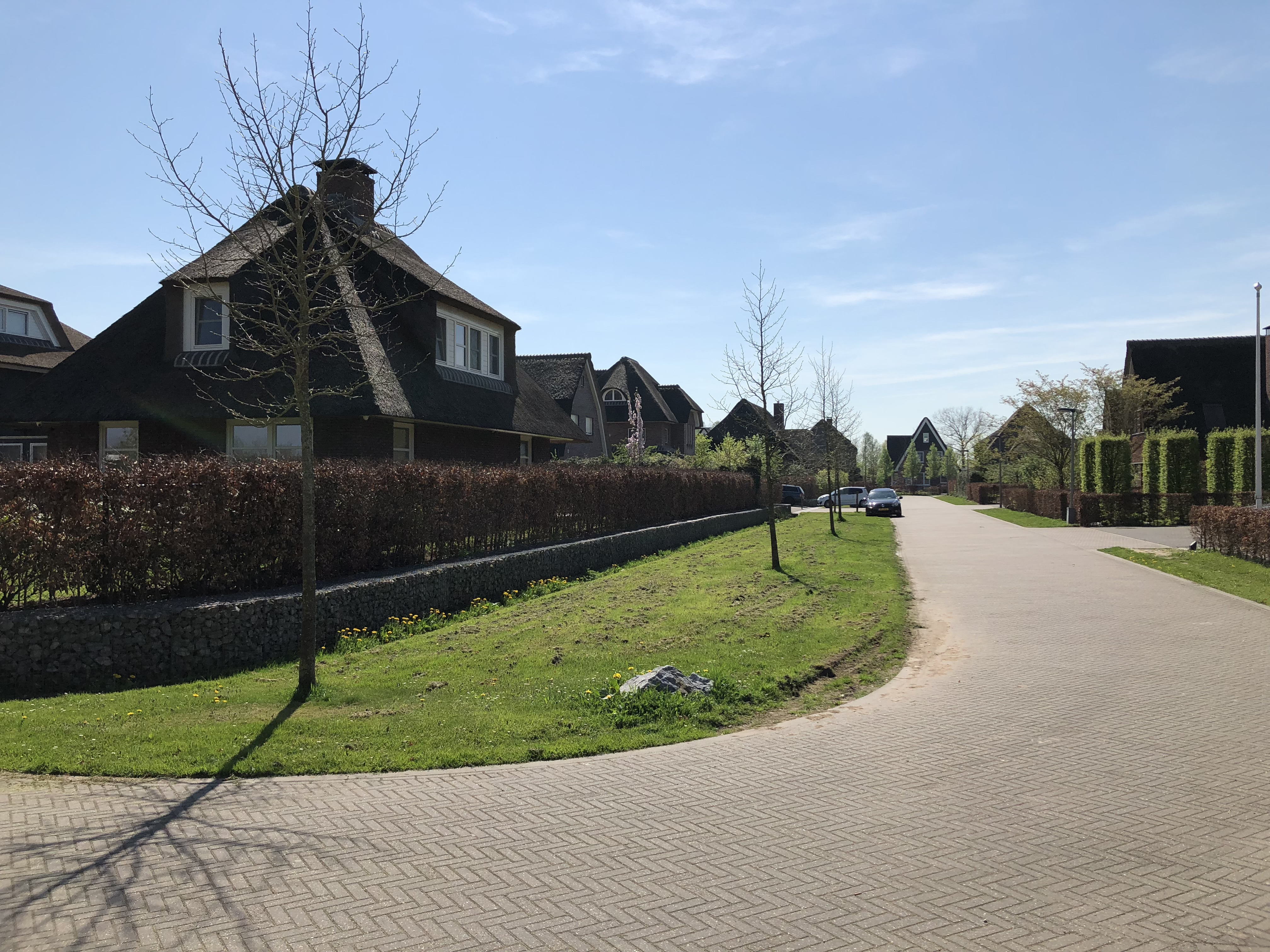
Riethorst
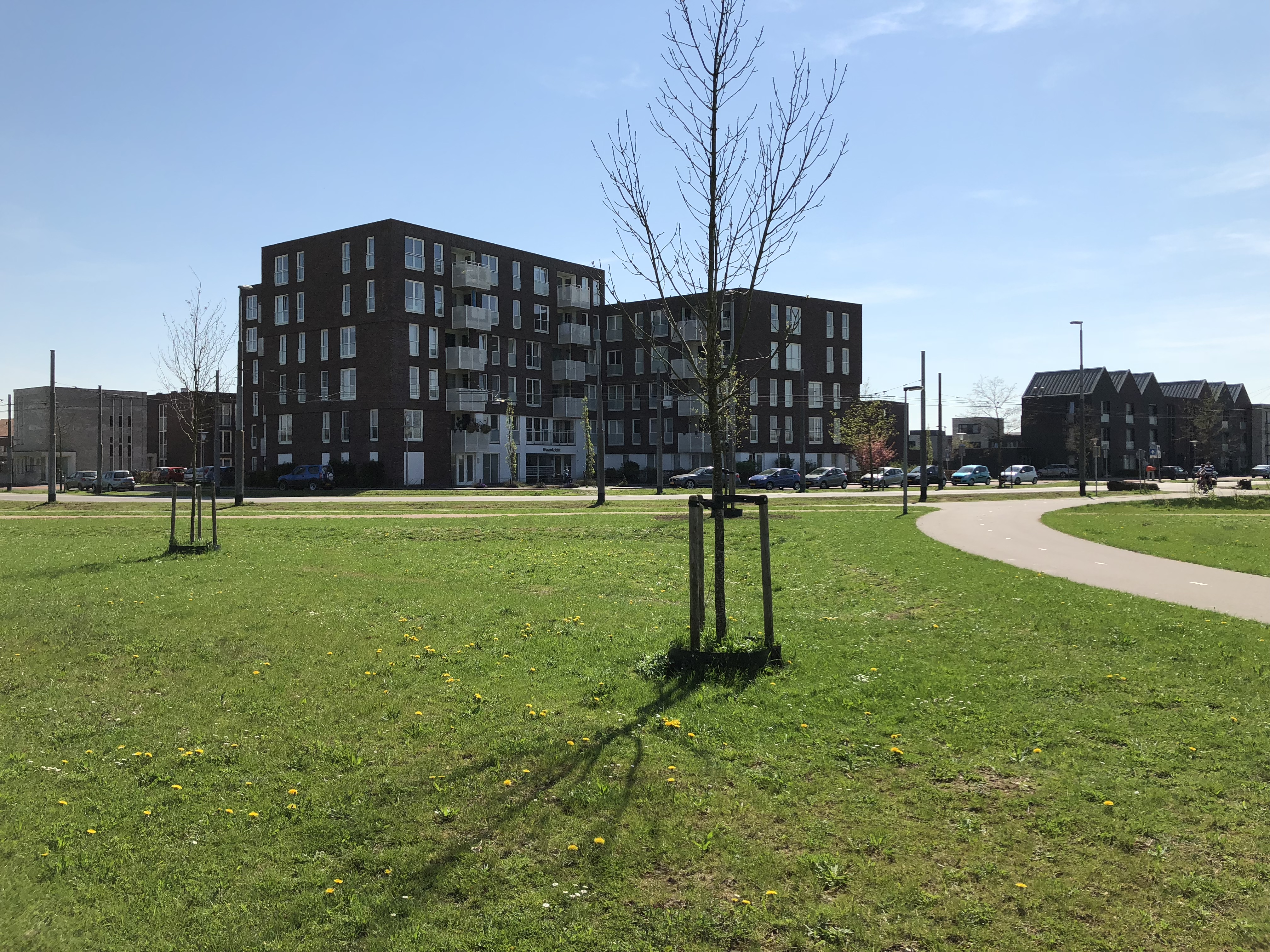
De Waarden
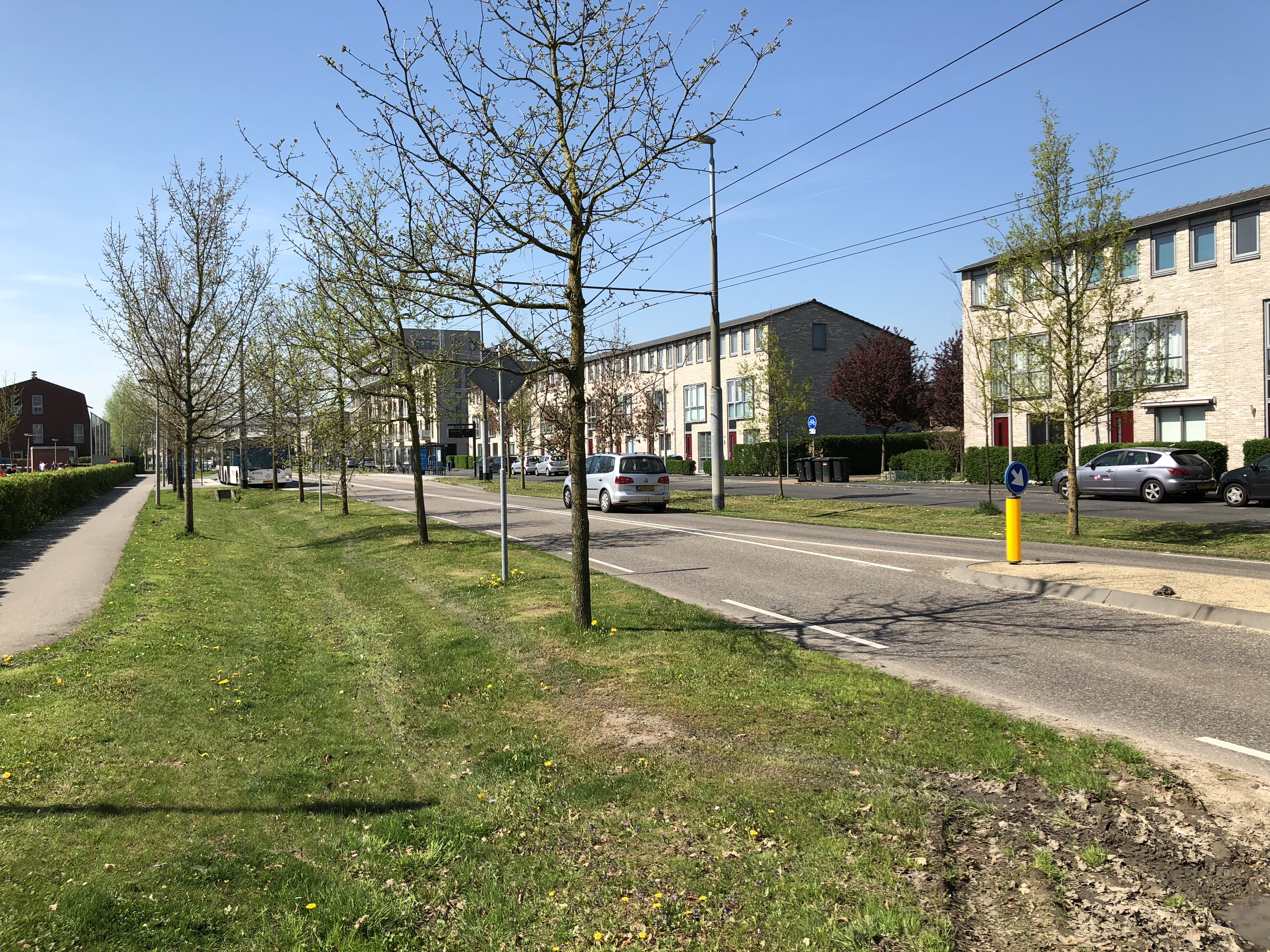
De Zeis
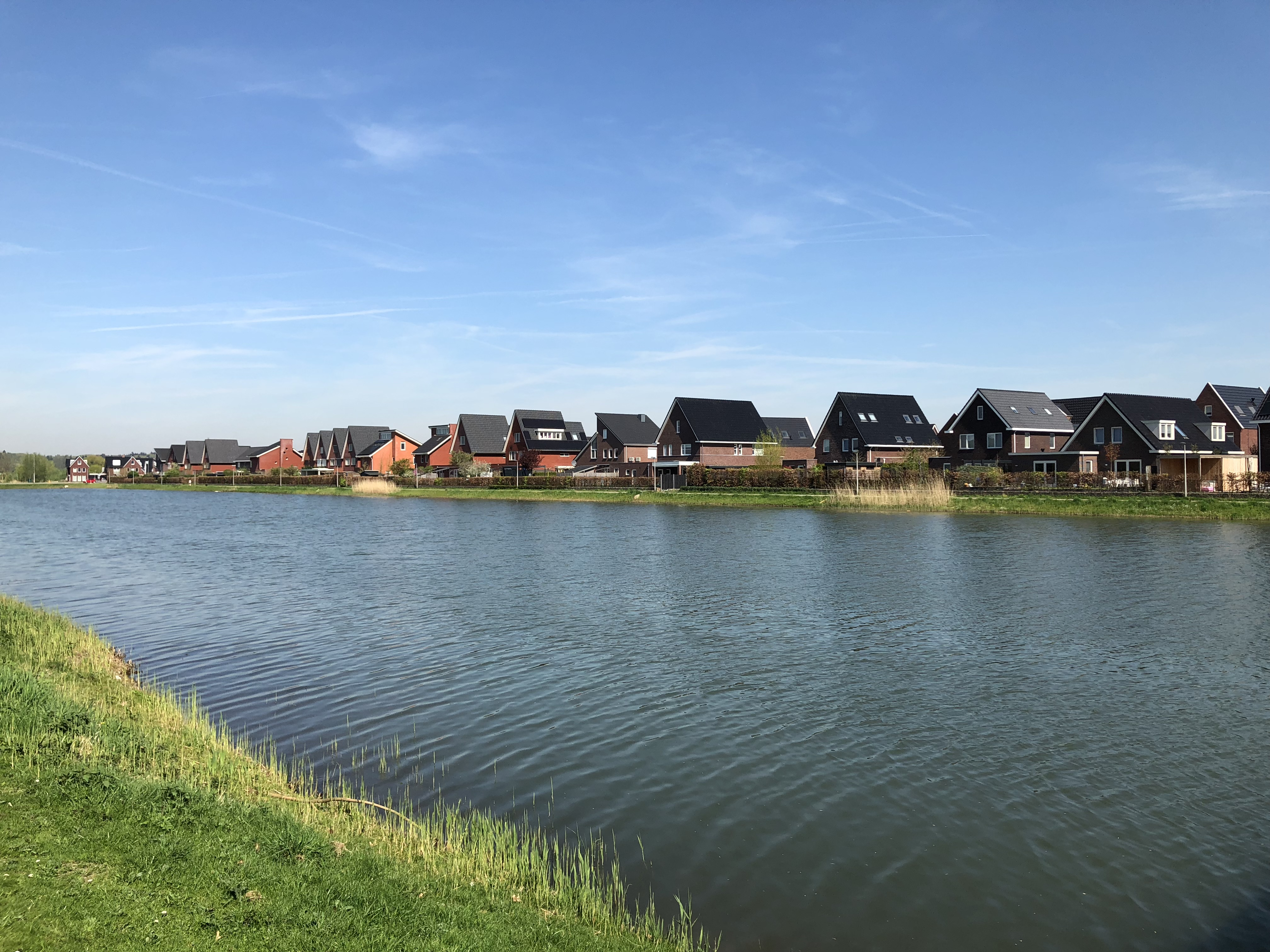
Kanovijver met uitzicht op Parklane
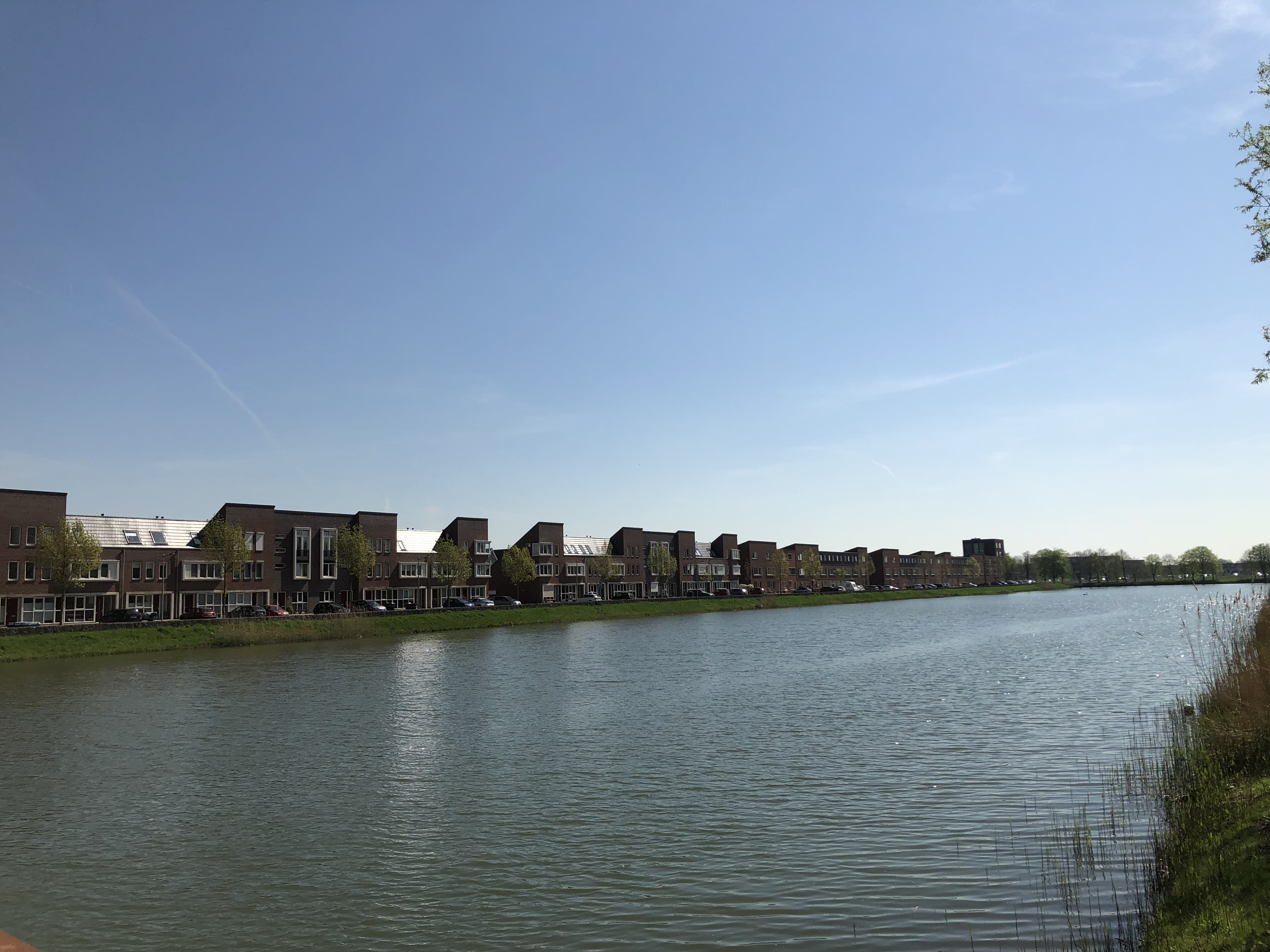
Kanovijver met uitzicht op Campus Veste
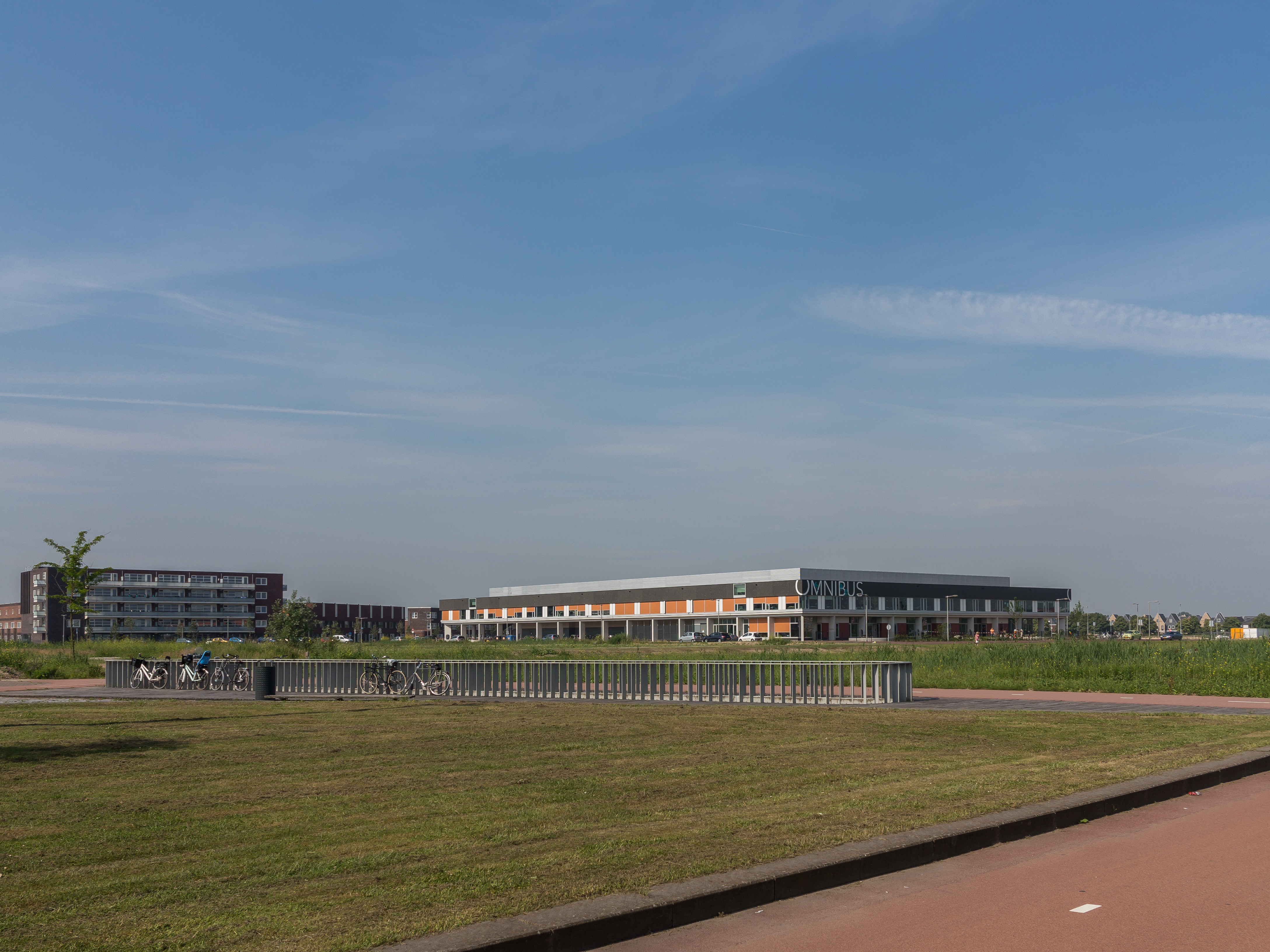
Het multifunctionele centrum Omnibus
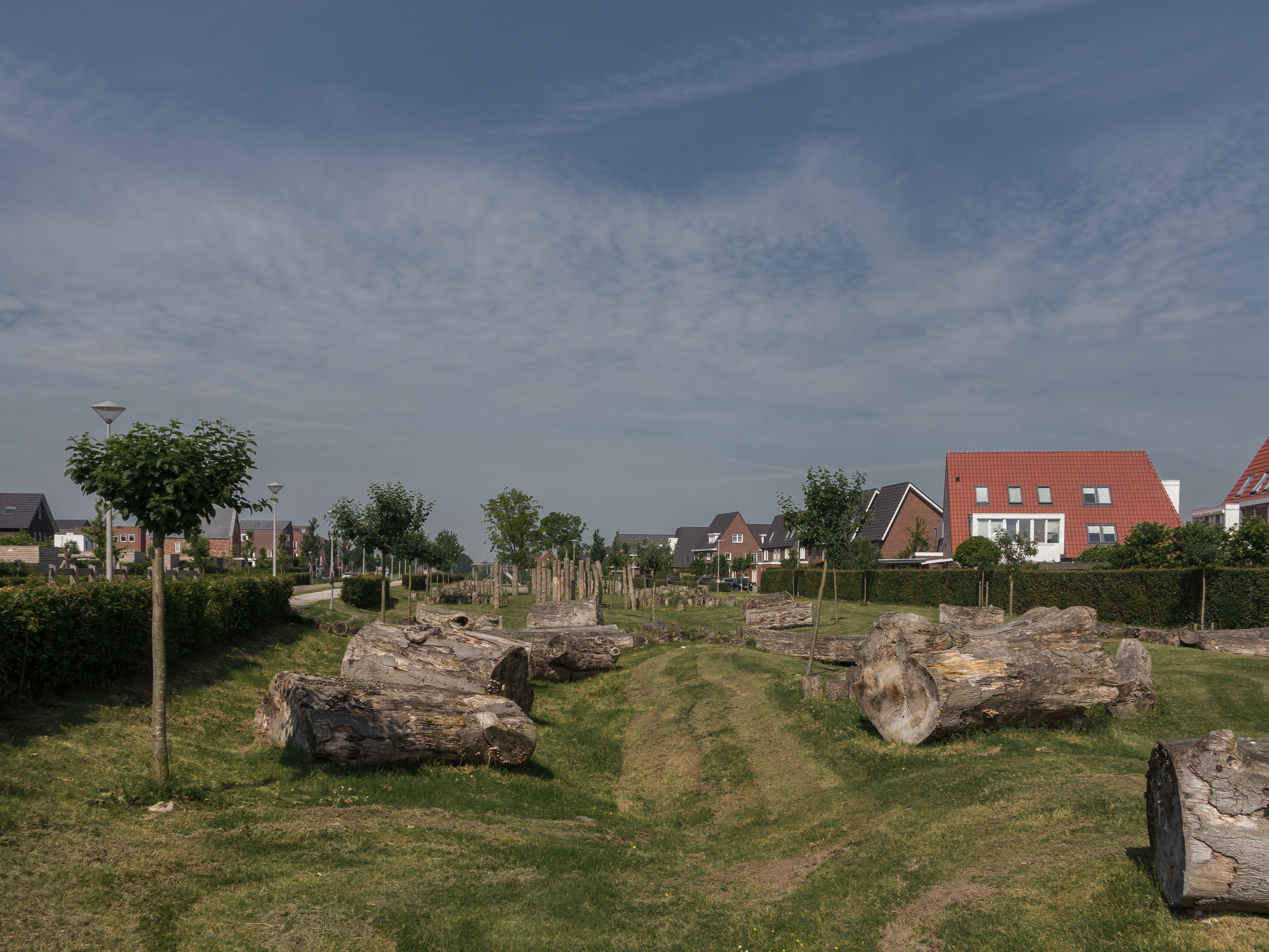
Speeltuin de Speelgaard bij de Winterjan
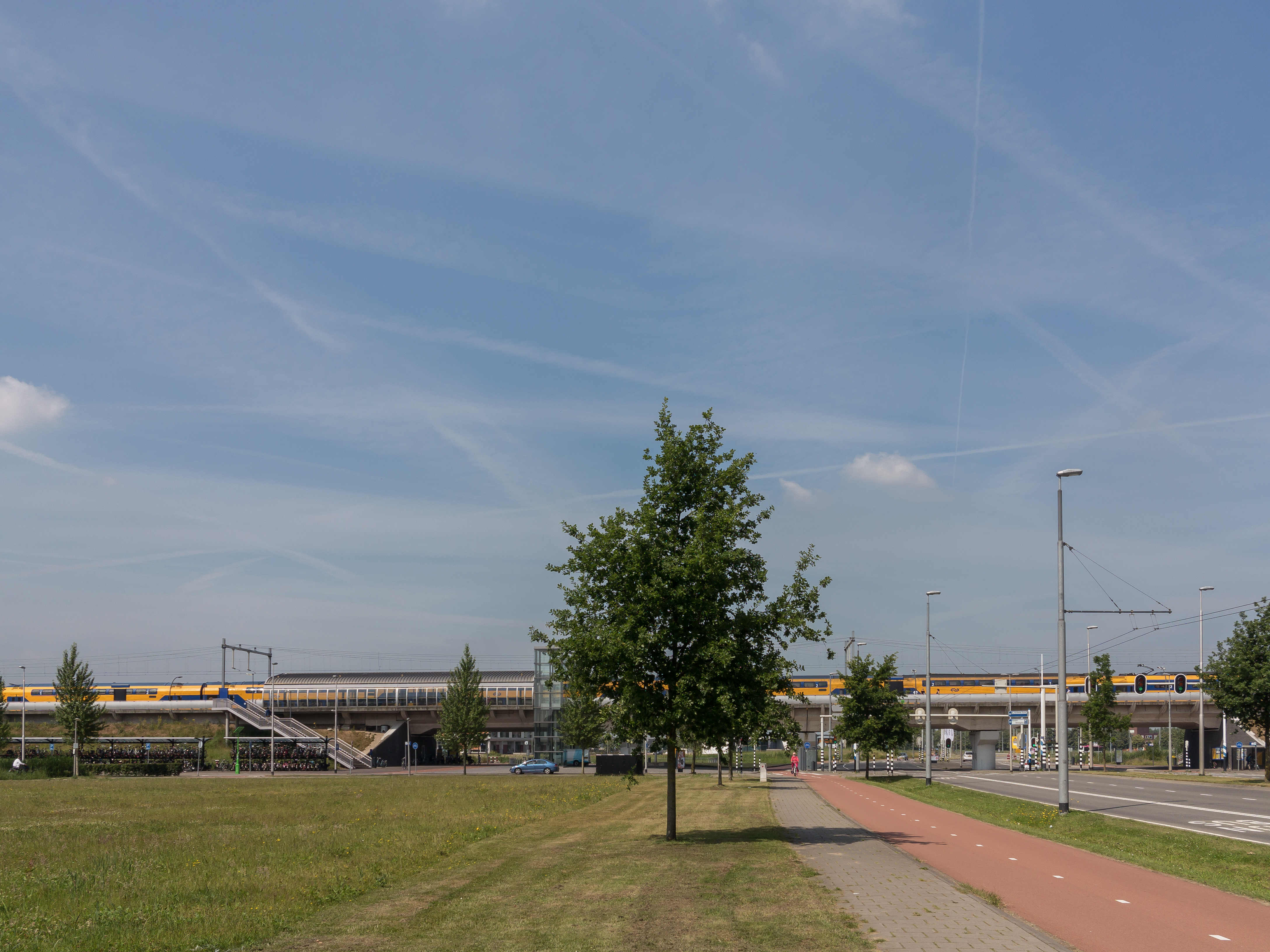
Station Arnhem Zuid vanaf De Laar
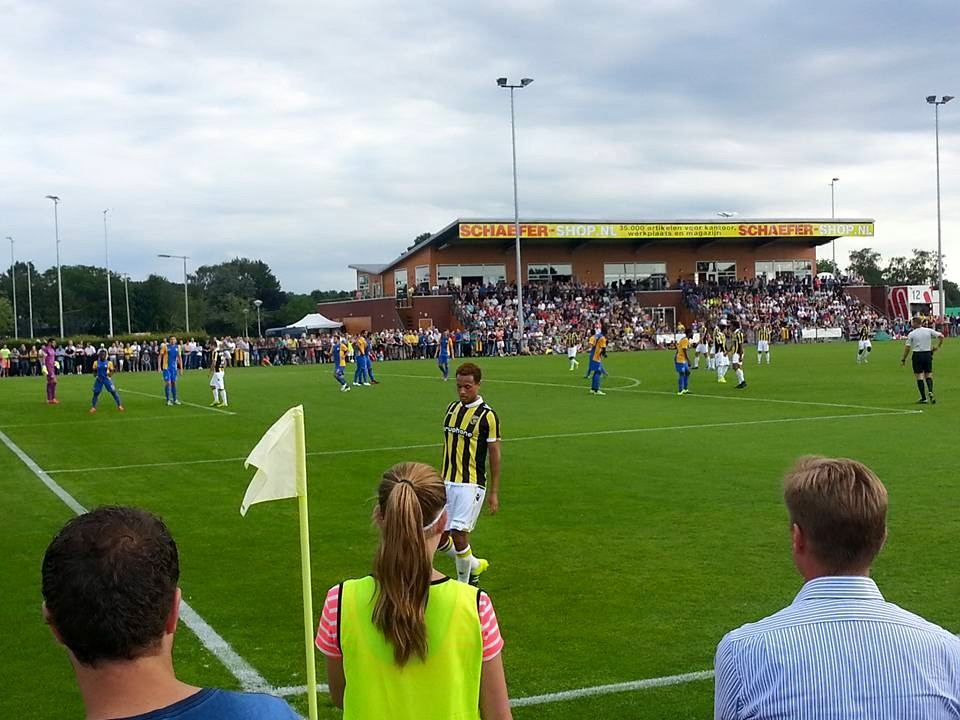
Sportpark Schuytgraaf
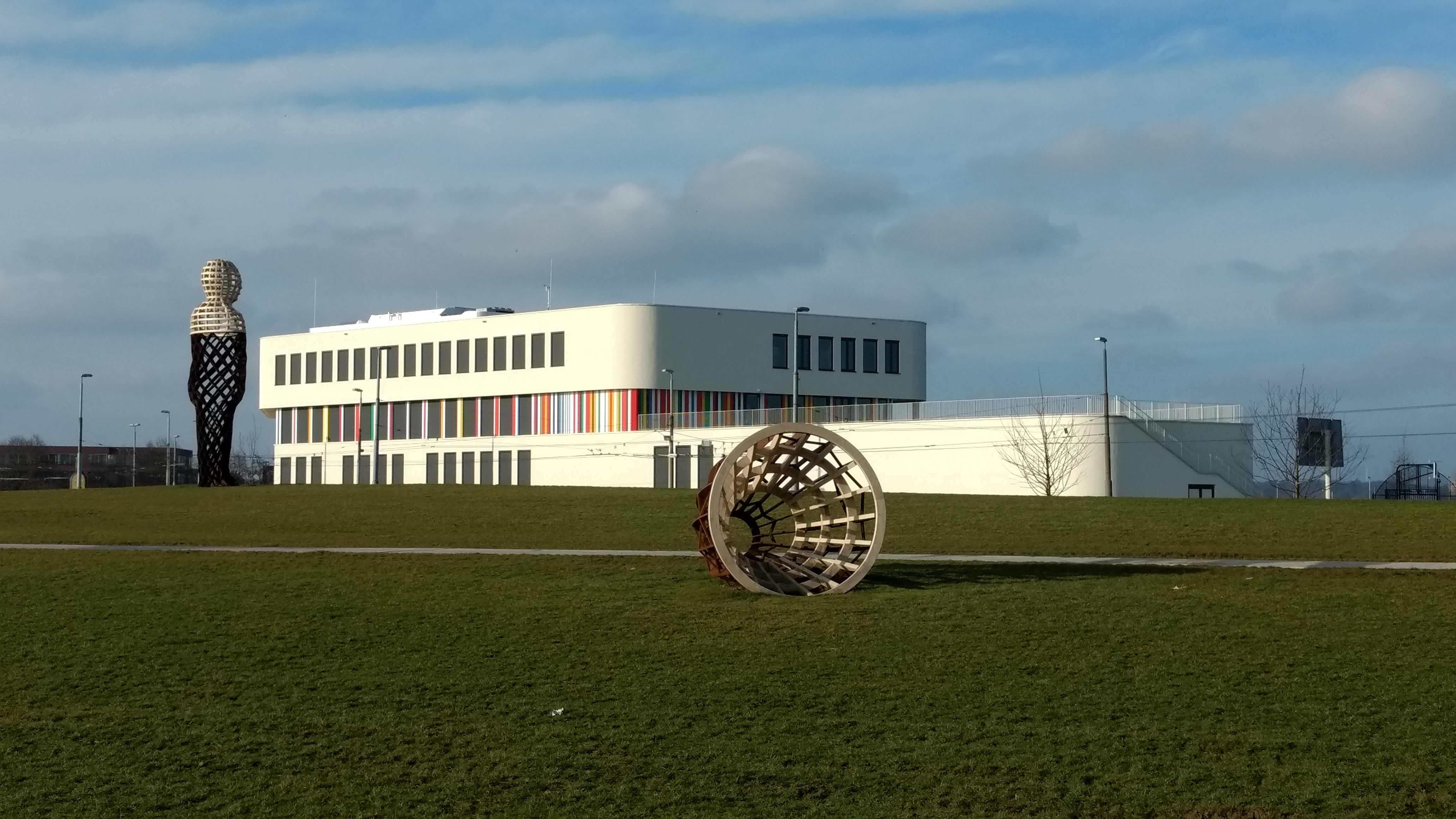
Internationale school Rivers in Schuytgraaf nabij het station